# Borsodbóta
Borsodbóta [ˈborʃodboːtɒ] ist eine ungarische Gemeinde im Kreis Ózd im Komitat Borsod-Abaúj-Zemplén.

## Geografische Lage
Borsodbóta liegt in einem kleinen Tal in Nordungarn, 44 Kilometer nordwestlich des Komitatssitzes Miskolc. 
Nachbargemeinden sind Sajómercse in sieben, Sáta in vier und Uppony in vier Kilometer Entfernung. Die nächste Stadt Ózd liegt acht Kilometer westlich von Borsodbóta. Östlich von Uppony befindet sich ein künstlicher Stausee, der als Trinkwasserreservoir dient.

## Wirtschaft
In Borsodbóta wird Landwirtschaft betrieben. Dabei ist besonders der Weinanbau zu betonen. Außerdem gibt es einen niederländischen Campingplatz in der Gemeinde.

## Gemeindepartnerschaft
- Drnava, Slowakei

## Sehenswürdigkeiten
- Befreiungs-Denkmal (Felszabadulás emlékmű)
- Ehemaliges Schloss, erbaut von Emil Borbély Maczky (Borbély-Maczky kastély)
- Elly Quelle (Elly-forrás)
- Römisch-katholische Kirche Szűz Mária Isten Anyja

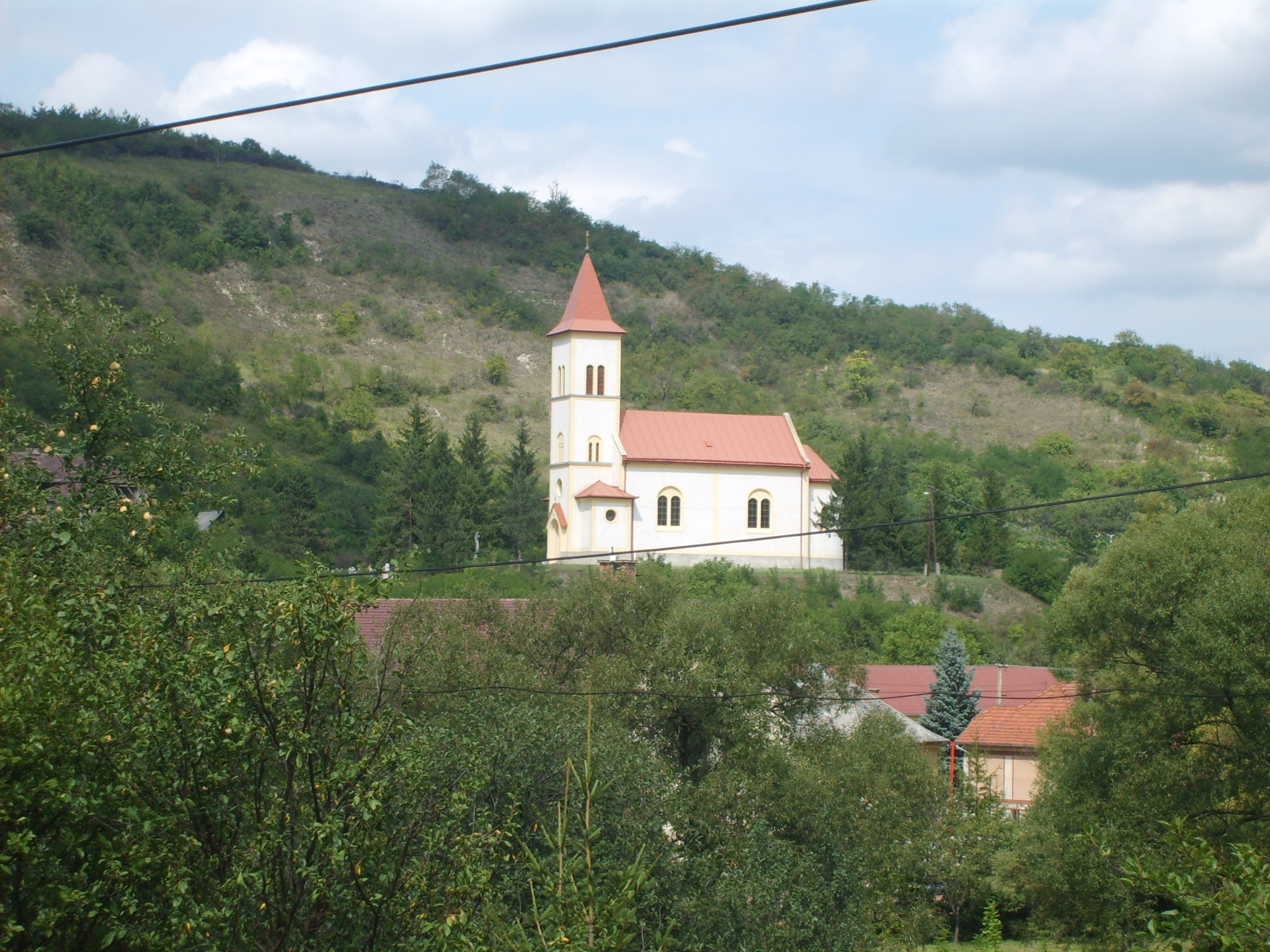
Röm.-kath. Kirche Szűz Mária Isten Anyja

## Verkehr
In Borsodbóta treffen die Landstraßen Nr. 2521 und Nr. 2524 aufeinander. Der nächstgelegene Bahnhof befindet sich westlich in Ózd alsó.